# ماكوتو هيجيما
ماكوتو هيجيما (باليابانية: 比江島慎) مواليد 11 أغسطس 1990 في فوكوكا، هو لاعب كرة سلة ياباني. بدأ مسيرته الاحترافية في سنة 2013. يلعب في الدوري الوطني لكرة السلة. يبلغ طوله 6 قدم 3 بوصة (1.9 م). حقق المركز الثالث في دورة الألعاب الآسيوية 2014.

## الميداليات
| الميدالية | المسابقة                   |
| --------- | -------------------------- |
| برونزية   | دورة الألعاب الآسيوية 2014 |

## روابط خارجية
- ماكوتو هيجيما على موقع الاتحاد الدولي لكرة السلة (الإنجليزية)
- ماكوتو هيجيما على موقع دوري كرة السلة الياباني للمحترفين (اليابانية)
- ماكوتو هيجيما على موقع كرة السلة الأوروبية.كوم (الإنجليزية)
- ماكوتو هيجيما على موقع ريلجم (الإنجليزية)
- ماكوتو هيجيما على موقع بروبوليرز (الإنجليزية)
- ماكوتو هيجيما على موقع سبورتس رفرنس (الإنجليزية)
- ماكوتو هيجيما على موقع أوليمبيديا (الإنجليزية)